# كفر صقر

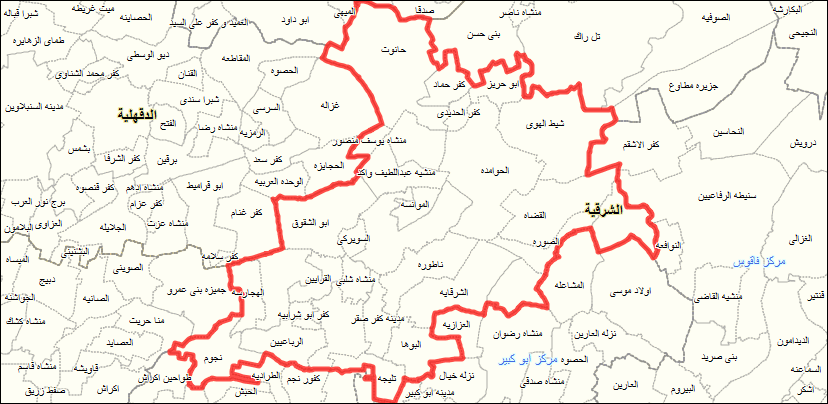
خريطة كفر صقر

مركز ومدينة كفر صقر بمحافظة الشرقية بمصر.
وتسمى هذه الناحية بذلك نسبة لقبيلة تسمى صقر وهي كانت من توابع ناحية الأشانيط ثم فصلت عنها في تاريخ 1244هـ باسم كفر أبوصقر وفي سنة 1259هـ عرفت باسمها الحالي.
نُقل ديوان مركز الإبراهيمية إلى ناحية كفر صقر لوجود محطة السكة الحديد فيها وتوسطها بين بلاد المركز مع بقائه باسم مركز الإبراهيمية عام 1884 ونُقل أيضًا ديوان المركز والمصالح الأميرية الأخرى.

## الموقـع
- يحد مركز كفر صقر من الشمال :- مركزي أولاد صقر والحسينية.
- يحد مركز كفر صقر من الغرب :- مركز السنبلاوين والأمديد بمحافظة الدقهلية.
- يحد مركز كفر صقر من الجنوب :- مركزي الإبراهيمية وديرب نجم.
- يحد مركز كفر صقر من الشرق :- مركزي أبو كبير وفاقوس.

## المساحة
مساحة المركز 257.719كم2 وتمثل سابع مركز من حيث المساحة بمحافظة الشرقية بنسبة 5.2 %

## المناخ

### درجة الحرارة
تتراوح درجات الحرارة بالمركز والقرى التابعة له في فصل الصيف ما بين 30 ؛ 35 درجة مئوية أما في فصل الشتاء فتكون درجة الحرارة ما بين 22 ؛ 30 درجة مئوية

### الأمطار
تصل كمية الأمطار في المركز ألي 75 ملليمتر

## السطح والتربة
نجد أن هناك ارتفاع في منسوب بعض الأراضي بالمركز مكونا جزرا رملية في بعض قرى كفر صقر وهي تتكون من الرمال والحصى والصلصال الرملي أو الغرينية غير النقية.
وهناك بعض المناطق في كفر صقر تتميز تربتها بطبيعتها الرسوبية، ونجد في مناطق أخرى تربة ذات قوام ثقيل .

## تاريخ كفر صقر
أسس مركز كفر صقر على اسم الشيخ صقر أبو ستة شيخ قبيلة الترابين الذي كرمه محمد علي باشا وأولاده بإقطاعه أراض شاسعة في هذا الزمام لتحفيزه على المكوث في مصر ليظل مواليا للباشا وقد أورد هذا كل من أيمن زغروت في معجم قبائل مصر في ترجمته لآل أبو ستة ومحمد سليمان الطيب في موسوعة القبائل العربية الجزء الأول، من الجدير بالذكر أن العاصمة الإدارية للمركز كانت مدينة الإبراهيمية حيث أن الإبراهيمية هي مجموعة من الإقطاعات أقطعها إبراهيم باشا لأسر من الجنود الأرمن والأرناؤوط والشركس ففلحوا هذه الأراضي وتعربوا، ونظراً لبعد الإبراهيمية عن خط السكك الحديدية الواصل بين الزقازيق والمنصورة، فقد تم نقل العاصمة الإدارية للمركز إلى قرية كفر صقر، ثم تم فصل المركزين.